# Manojlovci
Manojlovci (em cirílico: Манојловци) é uma vila da Sérvia localizada no município de Topola, pertencente ao distrito de Šumadija, na região de Šumadija. A sua população era de 119 habitantes segundo o censo de 2011.

## Demografia
| 1948 | 1953 | 1961 | 1971 | 1981 | 1991 | 2002 | 2011 |
| ---- | ---- | ---- | ---- | ---- | ---- | ---- | ---- |
| 243  | 240  | 240  | 227  | 180  | 185  | 144  | 119  |